# Braathens Regional Airways
Braathens Regional Airways AB (раніше Golden Air і Braathens Regional) — шведська авіакомпанія, що належить Норвегії, з головним офісом у Тролльгеттані. Вона надає послуги між кількома внутрішніми напрямками в Швеції для своєї дочірньої компанії та віртуальної авіакомпанії BRA Braathens Regional Airlines, а також спеціальні чартерні послуги.

## Історія
Авіакомпанія була спочатку зареєстрована як Golden Air Flyg AB у вересні 1976 року і керувала авіатаксі та чартерними послугами. Вона зазнала кількох змін, доки у серпні 1993 року її не було реструктуризовано під нинішню власність. Розпочала роботу 15 серпня 1993 року. Довгий час повністю належала судноплавній компанії Еріка Туна і мала 56 співробітників (на березень 2007 року).
У 2012 році компанія Golden Air була придбана Braathens Aviation, а основний маршрут Тролльгеттан — Бромма перейшов під управління Sverigeflyg. 1 січня 2013 року Golden Air змінила свою назву на Braathens Regional, зберігши назву бренду для маршруту Бромма.
У березні 2016 року Braathens Regional змінила назву на Braathens Regional Airways і разом з Braathens Regional Aviation почала виконувати всі рейси віртуальної авіакомпанії BRA Braathens Regional Airlines, що об'єднує раніше розділені бренди Malmö Aviation і Sverigeflyg.
Braathens Regional Airways має одну базу технічного обслуговування в аеропорту Енгельгольм-Гельсінгборг для ATR 72 і одну базу в аеропорту Умео для SAAB 2000.

## Напрямки
Авіакомпанія не має власних напрямків, натомість обслуговує напрямки своєї дочірньої компанії BRA Braathens Regional Airlines.

## Флот

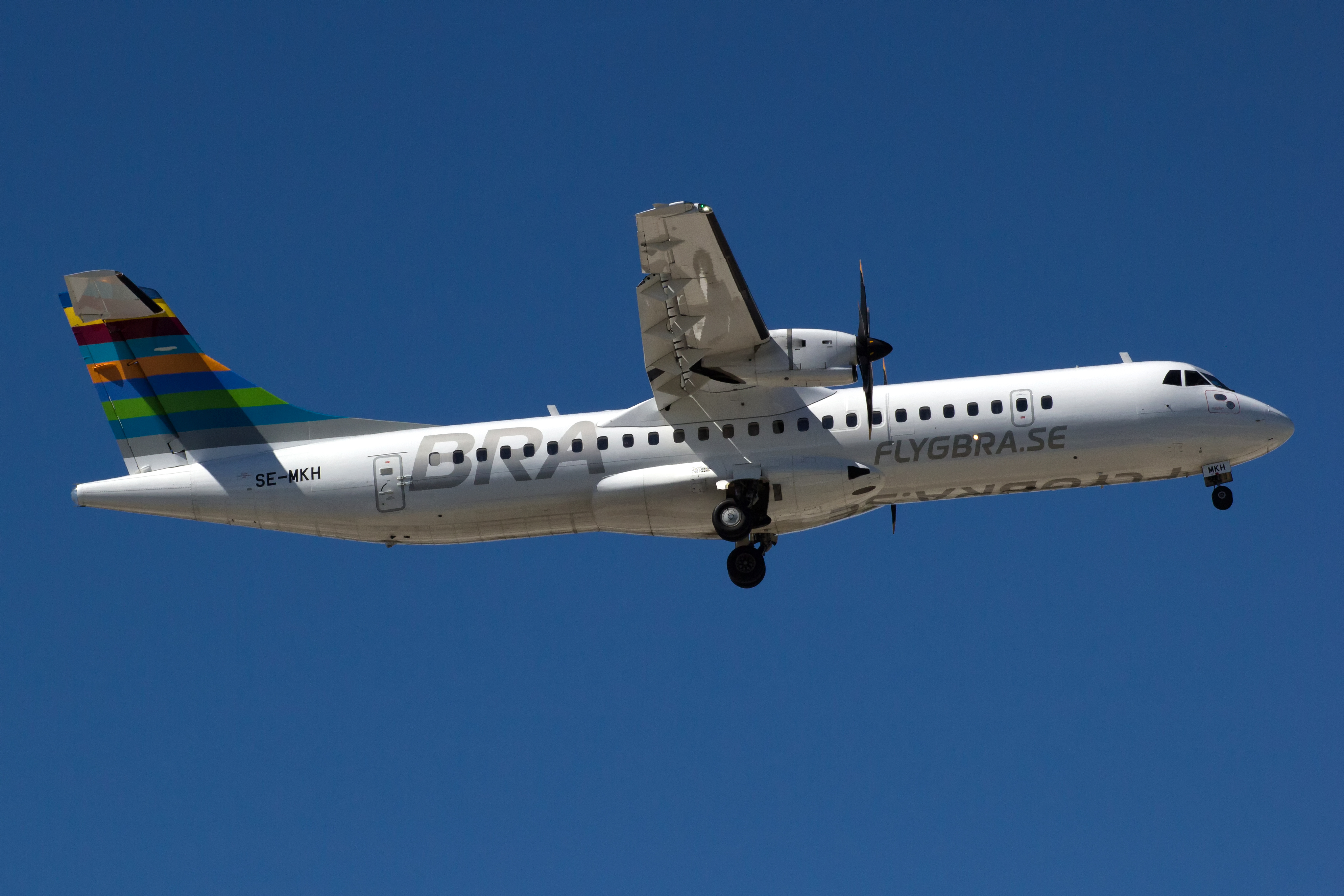
ATR 72-600 компанії Braathens Regional Airways

Станом на вересень 2022 року флот Braathens Regional Airlines складається з таких літаків:
| Літак      | На обслуговуванні | Замовлення | Пасажири | Примітки                                   |
| ---------- | ----------------- | ---------- | -------- | ------------------------------------------ |
| ATR 72-600 | 12                | —          | 72       | обслуговувався Braathens Regional Airlines |
| Всього     | 13                |            |          |                                            |